# لورديس موهيدانو
لورديس موهيدانو سانشيز دي مورا (من مواليد 17 يونيو 1995 في قرطبة) هو لاعبة مجموعة جمباز إيقاعي إسبانية تمثل بلدها في المسابقات الدولية. شاركت في الألعاب الأولمبية الصيفية 2012. شاركت أيضًا في بطولات العالم ، بما في ذلك في بطولة العالم للجمباز الإيقاعي 2015 حيث فازت بالميدالية البرونزية في الحدث الشامل. في عام 2016 ، حصلت على الميدالية الفضية في دورة الألعاب الأولمبية في ريو ، كثاني أفضل مجموعة للجمباز الإيقاعي.
تنافست موهيدانو في الألعاب الأولمبية الصيفية 2016 في ريو دي جانيرو ، البرازيل حيث كانت عضوًا في المجموعة الإسبانية (مع إيلينا لوبيز ، أرتيمي جافيزو ، ساندرا أغيلار ، أليخاندرا كويريدا) التي حصلت على الميدالية الفضية في المجموعة في كل مكان.

## روابط خارجية
- Lourdes Mohedano في الاتحاد الدولي للجمباز

- لورديس موهيدانو في اللجنة الأولمبية الدولية